# Vachellia caven
Vachellia caven (sin. Acacia caven), vrsta trnovitog južnoameričkog drveta iz porodice Fabaceae (red mahunarki), nekada uključivana u rod akacija. Rasprostranjena je po državama Argentina, Bolivija, Čile, Paragvaj i Urugvaj. Van svoje domovine služi kao ukrasno drvo a posjeduje ga i botanički vrt u Grazu.
V. caven naraste do pet metara visine. Po sebi ima vrlo tvrdo i oštro bijelo trnje dužine do dva centimetra. U proljeće cvjeta žutim cvijećem.
U južnoameričkim državama služi za kontrolu erozije ali i u ispaši pčela u proizvodnji meda. Drvo služi za proizvodnju ugljena, cvjetovi u proizvodnji parfema a tanin iz sjemenki za štavljenje kože.

## Sinonimi
- Acacia adenopa Hook. & Arn.
- Acacia aromatica Poepp. ex Benth.
- Acacia caven (Molina) Molina
- Acacia caven var. dehiscens Burkart ex Ciald.
- Acacia caven var. macrocarpa Aronson
- Acacia caven var. microcarpa (Speg.) Burkart ex Ciald.
- Acacia caven var. sphaerocarpa (Speg.) Burkart ex Aronson
- Acacia caven var. stenocarpa (Speg.) Burkart ex Ciald.
- Acacia cavenia Bertero
- Acacia ibirocayensis Marchiori
- Inga caven (Molina) Mérat & Lens
- Mimosa caven Molina
- Mimosa cavenia Molina
- Vachellia farnesiana f. armata Speg.
- Vachellia farnesiana f. brachypoda Speg.
- Vachellia farnesiana f. stenocarpa Speg.
- Vachellia ibirocayensis (Marchiori) Deble & Marchiori